# Eugène Parlier

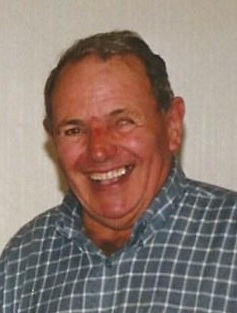
Eugène Parlier

Eugène Parlier (* 13. Februar 1929 in Montreux; † 30. Oktober 2017 ebenda) war ein Schweizer Fussballspieler. Der Torhüter kam bei der Fussball-Weltmeisterschaft 1954 zu vier Einsätzen für die Schweizer Fussballnationalmannschaft.

## Laufbahn

### Vereine
Parlier spielte für die Vereine FC Montreux-Sports, Cantonal Neuchâtel, Servette FC, FC Urania Genf-Sports, den FC Biel-Bienne, FC Lausanne-Sport und Étoile Carouge. 1948 wechselte der gelernte Möbelschreiner von Montreux zu Cantonal-Neuchâtel, der zu diesem Zeitpunkt in der Nationalliga B spielte. Trainer Karl Rappan holte ihn 1949 zu Servette Genf, und der muskulöse und robuste Parlier etablierte sich schnell als Stammtorhüter und gewann 1949/50 mit den Servettiens vor dem FC Basel und Lausanne-Sports die Schweizer Meisterschaft. Nach der Weltmeisterschaft 1954 wechselte der von seinen Freunden und Fans Zezen oder Gegene gerufene Parlier zum B-Ligisten FC Urania Genf, mit dem er in der Saison 1954/55 auf Anhieb den Aufstieg vor dem FC Schaffhausen und Biel-Bienne in die Nationalliga A schaffte. Nach einer herausragenden Leistung beim WM-Qualifikationsspiel am 10. März 1957 in Madrid gegen Spanien erhielt der Schlussmann ein lukratives Angebot von Atlético Madrid, was jedoch am Veto seines Vereines Urania Genf scheiterte.
Im Sommer 1959 wechselte er zum Erstligaaufsteiger FC Biel-Bienne. Immer noch beeindruckte er mit seinen akrobatischen Robinsonaden und wurde sofort zu einem grossen Rückhalt des Teams von Spielertrainer Josef Derwall. Bereits in seiner ersten Saison 1959/60 erreichte Parlier mit dem Neuling überraschend hinter Titelverteidiger BSC Young Boys Bern die Vizemeisterschaft. In seiner zweiten Runde in Biel zog er mit seinen Mannschaftskameraden in den Cup-Final ein. Am 23. April 1961 verlor er aber den Final gegen das von Spielertrainer Kurt Sommerlatt angeführte FC La Chaux-de-Fonds (Leo Eichmann, Willy Kernen, Philippe Pottier) mit 0:1 Toren. Parlier spielte bis 1964 in Biel und hatte dann noch Stationen in Lausanne und Carouge.
Während seiner gesamten sportlichen Laufbahn arbeitete Parlier immer in Montreux als Möbelschreiner. Nach der Karriere führte er eine Schreinerwerkstatt in seinem Heimatort Chailly.

### Nationalmannschaft, 1952–1960
Parlier feierte am 28. Dezember 1952 in Palermo, bei der 0:2-Niederlage gegen Italien, ein beeindruckendes Debüt. Der sprunggewaltige Torhüter blieb in der «Nati» jedoch zunächst hinter Georges Stuber, dem WM-Torhüter von 1950, der bei Lausanne-Sports spielte, die Nummer zwei.
«Nati»-Coach Karl Rappan nominierte überraschend Parlier gegenüber Stuber und Walter Eich als die Nummer eins für das WM-Turnier 1954. Der Gastgeber spielte in der Gruppe 4 gegen England und Italien. Die «Nati» eröffnete das Turnier am 17. Juni 1954 im Stade Olympique de la Pontaise in Lausanne gegen Italien. Vor 40'749 Zuschauern entschied Josef Hügi in der 78. Minute das Spiel mit seinem Treffer zur 2:1-Führung für die Eidgenossen. Drei Tage später verlor die Rappan-Elf aber gegen England im Berner Wankdorfstadion das zweite Gruppenspiel mit 0:2 Toren. Am 23. Juni fand das Entscheidungsspiel um den zweiten Gruppenplatz zwischen der Schweiz und Italien in Basel statt. Parlier wurde nur einmal von Fulvio Nesti überwunden, dagegen schoss sich die Schweiz mit vier Treffern in den Viertelfinal.
Gegner war am 26. Juni in Lausanne Österreich, das sich in der Gruppe 3 mit zwei Siegen gegen Schottland und die Tschechoslowakei durchgesetzt hatte. Beim klaren 5:0-Erfolg gegen die CSSR hatten die Torschützen Erich Probst und Ernst Stojaspal sowie der Dirigent Ernst Ocwirk herausgeragt. Bei brütender Hitze ging die Rappan-Mannschaft überraschend mit 3:0 in Führung. Mit 5:4 wurden die Seiten gewechselt. Parlier kassierte in der zweiten Halbzeit noch zwei weitere Treffer, und Österreich zog nach einem torreichen Spiel mit 7:5 in den Halbfinal ein. Das Spiel wird in der Fussball-Historie als «Hitzeschlacht von Lausanne» bezeichnet.
Nach der WM 1954 war für Parlier und die «Nati» der 3:1-Sieg am 21. November 1956 in Frankfurt gegen den amtierenden Fussball-Weltmeister Deutschland ein herausragender Erfolg. Die Herberger-Schützlinge hatten im Angriff immerhin mit Fritz Walter, Alfred Pfaff und Hans Schäfer drei Helden der WM-Tage dabei, und als linker Aussenläufer debütierte in der DFB-Elf Horst Szymaniak. Auch beim 2:2-Remis in Madrid gegen Spanien im WM-Qualifikationsspiel mit deren Stars László Kubala, Alfredo Di Stéfano, Luis Suárez und Francisco Gento zeichnete sich Parlier als starker Torhüter aus. Nach seinem 21. Einsatz am 27. März 1960 in Brüssel gegen Belgien verabschiedete er sich aus der Nationalmannschaft. Mit Karl Elsener hatte die Schweiz bereits einen weiteren Klassemann für das Tor parat.